# Jonathan Lastra
Jonathan Lastra Martínez (ur. 3 czerwca 1993 w Bilbao) – hiszpański kolarz szosowy.

## Osiągnięcia
Opracowano na podstawie:
2019
- 1. miejsce w Classica da Arrabida

2021
- 2. miejsce w Classica da Arrabida
- 2. miejsce w Trofeo Serra de Tramuntana

2022
- 1. miejsce na 1. etapie Troféu Joaquim Agostinho
- 3. miejsce w Vuelta a Castilla y León

## Rankingi
| Rok              | 2015 | 2016  | 2017 | 2018 | 2019 | 2020  | 2021 | 2022 | 2023 | 2024 |
| ---------------- | ---- | ----- | ---- | ---- | ---- | ----- | ---- | ---- | ---- | ---- |
| World Ranking    |      | 1076. | 687. | 598. | 310. | 1361. | 151. | 235. | 729. | 797. |
| UCI Europe Tour  | 875. | 761.  | 460. | 384. | 255. | 1032. | 129. | 192. | -    | -    |
| UCI America Tour | -    | 493.  | -    | -    |      |       |      |      |      |      |
|                  |      |       |      |      |      |       |      |      |      |      |
| Źródło: UCI      |      |       |      |      |      |       |      |      |      |      |